# Borci (Konjic)
Pour les articles homonymes, voir Borci.
Borci (en serbe cyrillique : Борци) est un village de Bosnie-Herzégovine. Il est situé dans la municipalité de Konjic, dans le canton d'Herzégovine-Neretva et dans la fédération de Bosnie-et-Herzégovine. Selon les premiers résultats du recensement bosnien de 2013, il compte 38 habitants.

## Histoire
Sur le territoire du village se trouve la nécropole de Kaursko groblje, qui abrite 121 stećci, un type particulier de tombes médiévales ; cet ensemble est inscrit sur la liste des monuments nationaux de Bosnie-Herzégovine.
Deux autres monuments sont eux aussi inscrits : l'église orthodoxe Saint-Pierre-et-Saint-Paul, construite en 1896, et la villa Šantić, construite en 1902.

## Démographie

### Évolution historique de la population
| 1948 | 1953 | 1961 | 1971 | 1981 | 1991 | 2013 |
| ---- | ---- | ---- | ---- | ---- | ---- | ---- |
| -    | -    | 282  | 225  | 223  | 254  | 38   |

|  |

### Communauté locale
En 1991, la communauté locale de Borci comptait 3 368 habitants, répartis de la manière suivante :